# گرزه‌ماهی
گرزه‌ماهی (نام علمی: Chauliodus) نام یک سرده از تیره لق‌دهانان است. این ماهی دندان‌های بلند و سوزن مانند و آرواره‌ها پایین لولایی شکل دارد. گرزه‌ماهی به‌طور معمول از ۳۰ سانتیمتر تا ۶۰ سانتیمتر رشد می‌کند. این ماهی‌ها در عمق‌های خیلی پایین (۸۰ تا ۱۵۲۰ متر) در طول روز و در شب در عمق‌های کمتر می‌مانند و عمدتاً در آب‌های گرم و معتدل هستند.
دانشمندان معتقدند گرزه‌ماهی قبل از حمله به طعمه‌اش محدوده‌ای وسیعی از نور ایجاد می‌کند از اندام‌هایش که نوربر می‌گویند که در امتداد قسمت‌های شکم از بدنش و نوربر برجسته که در انتهای طولی ستون فقرات است طعمه را فریب می دهد. گرزه‌ماهی به‌طور طبیعی نور را روشن و خاموش می‌کند و همزمان ستون فقرات خود را همانند قلاب ماهی حرکت می‌دهند و به‌صورت حلقه‌آویز در آب آویزان است. همچنین گرزه‌ماهی‌ها از نور تولید شده اندام‌هایشان برای برقراری ارتباط با جفت‌ها و رقبای خود استفاده می‌کنند.

## گونه‌ها
- گرزه‌ماهی اقیانوسی Chauliodus macouni
- Chauliodus barbatus
- Chauliodus danae
- Chauliodus dentatus
- Chauliodus minimus
- Chauliodus pammelas
- Chauliodus schmidti
- Chauliodus sloani
- Chauliodus vasnetzovi